# 하마드 빈 할리파 알사니
하마드 빈 할리파 빈 하마드 빈 압둘라 빈 자심 빈 무함마드 알사니 (1952년 ~, 아랍어: حمد بن خليفة بن حمد بن عبد الله بن جاسم بن محمد آل ثاني)는 카타르의 전 국왕이다.
카타르의 수도 도하에서 태어나 1971년에 영국의 샌드허스트 왕립 군사학교(en)을 졸업했다. 1995년에 부왕인 할리파 빈 하마드 알사니(ar)가 스위스 제네바에 체제 중일 때 당시 국방 대신이자 군 사령관이었던 하마드는 쿠데타를 일으켜 아버지를 축출하고 6월 27일에 카타르 왕국의 제9대 왕으로써 왕위에 올랐다. 이듬해인 1996년에 아버지가 귀국을 시도하나 이를 저지하고, 알 자지라 방송국을 개국하는 등 국내의 근대화에 힘을 썼다. 동 방송국은 미국의 아프가니스탄 전쟁과 이라크 전쟁을 객관적으로 보도하여 전 세계적으로 하마드 국왕에 대한 관심을 집중시켰고, 2009년 9월에는 문타다르 알자이디가 조지 W. 부시에게 신발을 던진 공을 평가하여 알자이디에게 상을 주기로 약속하기도 했다.
2013년 6월 25일 왕세자인 타밈 빈 하마드 알사니에게 왕위를 양도하며 아랍 국가에서 이례적으로 생전에 왕위를 물려준 왕이 되었다.